# 搖滾愛重生
《搖滾愛重生》（英語：Love & Mercy）是一部於2014年上映的美國傳記歌舞劇情片，由比爾·波拉德執導和監製。本片主要敘述關於海灘男孩的聯合創始人和音樂家布萊恩·威爾森的傳記故事。電影取得了威爾森的1988年歌曲《Love and Mercy》的版權，並以非線性敘事的方式描述1960年代與1980年代時期的威爾森，分別為保羅·迪諾和約翰·庫薩克飾演；而伊莉莎白·班克絲飾演威爾森的第二任妻子梅琳達·萊德貝特，保羅·賈麥提則飾演心理治療師尤金·蘭迪。電影由Roadside Attractions和獅門負責發行，並定於2015年6月5日在美國上映。而原聲輯〈Music from Love & Mercy〉則於2015年8月14日發行。
《搖滾愛重生》最初於2014年的多倫多國際影展上首映。電影獲得了觀眾和影評人的一致好評，主要稱讚其非線性敘事得表達和演員的精彩表現。在第73屆金球獎上，迪諾受提名了最佳電影男配角，歌曲〈One Kind of Love〉也被提名最佳原創歌曲。
此外，作曲家阿提克斯·羅斯曾與團隊一同還原1960年代威爾森和海灘男孩等人創作的《寵物之聲》的錄音棚；威爾森本人極少參與本片的創作，但他將其稱為「非常真實」。

## 劇情
本片以曾榮獲美國葛萊美終身成就獎的傳奇搖滾樂團「海灘男孩合唱團（The Beach Boys）」中的成員布萊恩·威爾森為主軸，描述他的生命故事；布萊恩在樂團中主要負責詞曲創作、和聲以及樂器演奏編寫，儘管才華洋溢，他卻過著深入簡出的生活。他過去雖打造出影響全世界的暢銷專輯，但因壓力過大以致他精神崩潰，直到他最後遇到飽受爭議的治療師尤金·蘭迪（Eugene Landy）...。

## 演員
- 約翰·庫薩克飾演布萊恩·威爾森（未來）
- 保羅·迪諾飾演布萊恩·威爾森（過去）
- 伊莉莎白·班克絲飾演梅琳達·萊德貝特（英语：Melinda Ledbetter）
- 保羅·賈麥提飾演尤金·蘭迪醫生
- 傑克·阿貝爾飾演邁克·洛夫（Mike Love）
- 肯尼·沃爾默飾演丹尼斯·威爾森
- 布雷特·達文飾演卡爾·威爾森（英语：Carl Wilson）
- 格拉漢姆·羅傑斯飾演艾爾·賈丁（英语：Al Jardine）

## 外部連結
- Box Office Mojo上《搖滾愛重生》的資料（英文）
- 互联网电影数据库（IMDb）上《搖滾愛重生》的资料（英文）
- Metacritic上《搖滾愛重生》的資料（英文）
- 爛番茄上《搖滾愛重生》的資料（英文）